# Casa noble
|  | Per a altres significats, vegeu «noblesa espanyola». |

Casa noble, casa nobiliària o casa de noblesa és el nom amb què es designa corporativament als nobles de la mateixa família, i el que reben els llinatges o dinasties nobiliàries, de manera semblant a com es designa a les cases reials .
A la societat preindustrial, la casa és l'element referencial d'una família, no necessàriament noble. La casa pairal és la que es considera l'origen d'una família noble. És un tret de distinció ser d'una família de solar conegut. En l'estimació social era important la diferència existent entre els que eren nobles o gentilhomes per casa o per sang (als quals la noblesa els havia arribat per herència, particularment per la via del majorat) i els ennoblits, la noblesa era recent; així com la que existia entre la noblesa d'espasa (del francès noblesse d'épée) i la noblesa de toga (de el francès noblesse de robe).

## Casa de Noblesa als països nòrdics
Amb el nom de Ritterhaus o Riddarhuset (casa de noblesa en alemany o suec) es va establir una institució representativa de l'estament nobiliari a Finlàndia en 1626. Hi va haver una institució similar a Suècia, amb el mateix nom. Les institucions semblants en altres països d'Europa Occidental van ser la Casa dels Lords a Anglaterra, el braç nobiliari de les Corts en els regnes hispànics, o els Estats Generals en el regne de França.